# Rose Air
Rose Air, anteriormente conocida como Air Bright es una aerolínea de carga basada en Sofía, Bulgaria. Opera vuelos chárter en Europa, África y Oriente Medio con un único avión, un Antonov An-26.

## Flota
| Aeronave              | En servicio |
| --------------------- | ----------- |
| Antonov An-26B LZ-ABR | 1           |
| Total                 | 1           |